# Академия за сценични изкуства в Прага
Академията за сценични изкуства в Прага (на чешки: Akademie múzických umění v Praze; AMU) е най-голямото висше училище по изкуства в Чехия. Основана е през октомври 1945 г. с указ на президента. При обучението се набляга на индивидуалното развитие на таланта и задълбочаването на личната изява в областта на театъра, филма, телевизията, музиката и танца. Преподаването обикновено се провежда в малки учебни групи, а някои курсове са строго индивидуализирани. Съотношението на академичния състав към студентите е 1:6.
Към 2018 г. университетът предлага 135 области на обучение в бакалавърски, магистърски и докторски програми, в които се обучават общо 1525 студенти. В допълнение към програмите на чешки език AMU предлага програми на английски език, в които учат приблизително 125 студенти през 2018 г.
Академията за сценични изкуства се състои от три факултета – Филмов и телевизионен (FAMU), Музикален и танцов (HAMU) и Театрален (DAMU). Включва също галерия (GAMU), издателство (NAMU), театър, студиа, общежития и други помещения за настаняване и специално изградени съоръжения.

## История
Академията за сценични изкуства в Прага е основана на 27 октомври 1945 г. с Указ № 127 на президента Едвард Бенеш. Първата учебна година е 1946/1947.
След съветската окупация през 1968 г. редица водещи преподаватели на FAMU са принудени да прекратят дейността си. Често се прилага цензура и университетът е изправен пред редица ограничения. Театралният и музикалният факултет също работят в трудни условия.
През 1989 г. студентите се включват активно в окупационната стачка в Театралния факултет и по този начин участват в падането на комунизма в тогавашна Чехословакия. След Нежната революция всички факултети имат възможност да възстановят първоначалните си планове, да задълбочат демократичните принципи на академичното управление и процеса на прием. В новите условия значително се развиват и външните връзки и особено сътрудничеството с други художествени школи. След падането на комунистическия режим видни творци като Иржи Менцел, Вера Хитилова, Ян Немец и Ян Шпата стават преподаватели във Филмовия и телевизионен факултет. Година по-късно се създава катедрата по анимационно творчество. Значителни промени настъпват и в Театралния факултет, където катедрата по алтернативен и куклен театър е напълно развита под ръководството на режисьора Йозеф Крофта и други изявени артисти.

## Научна дейност
Наред с артистичната в университета се развива и научна дейност в индивидуални, катедрени и интердисциплинарни проекти. Сред тях дълго време преобладават фундаменталните изследвания в областта на изкуствознанието, методически базирани най-често на исторически, антропологичен или психологически подход. Неговите доминиращи области са театърът, музиката, танцът, филмът, фотографията, реставрацията и модерните аудио-визуални форми. Приложните изследвания в AMU са съсредоточени в областта на акустиката, оптиката и реставрацията и архивирането на аудио-визуални материали.